# Alkoholfri dryck
En alkoholfri dryck är en dryck som är fri från alkohol, dvs. innehåller 0% alkohol. Några vanliga exempel på alkoholfria drycker är vatten, mjölk, saft, läsk, te och kaffe. En välkänd alkoholfri drink är Shirley Temple.

## Drycker med max 0,5% alkohol
Många producenter och butiker (exempelvis Systembolaget) låter drycker som innehåller max 0,5 % alkohol bära etiketten alkoholfri. Drycker som innehåller mellan 0,5 och 2,25% alkohol kallas lättdrycker.

### Öl

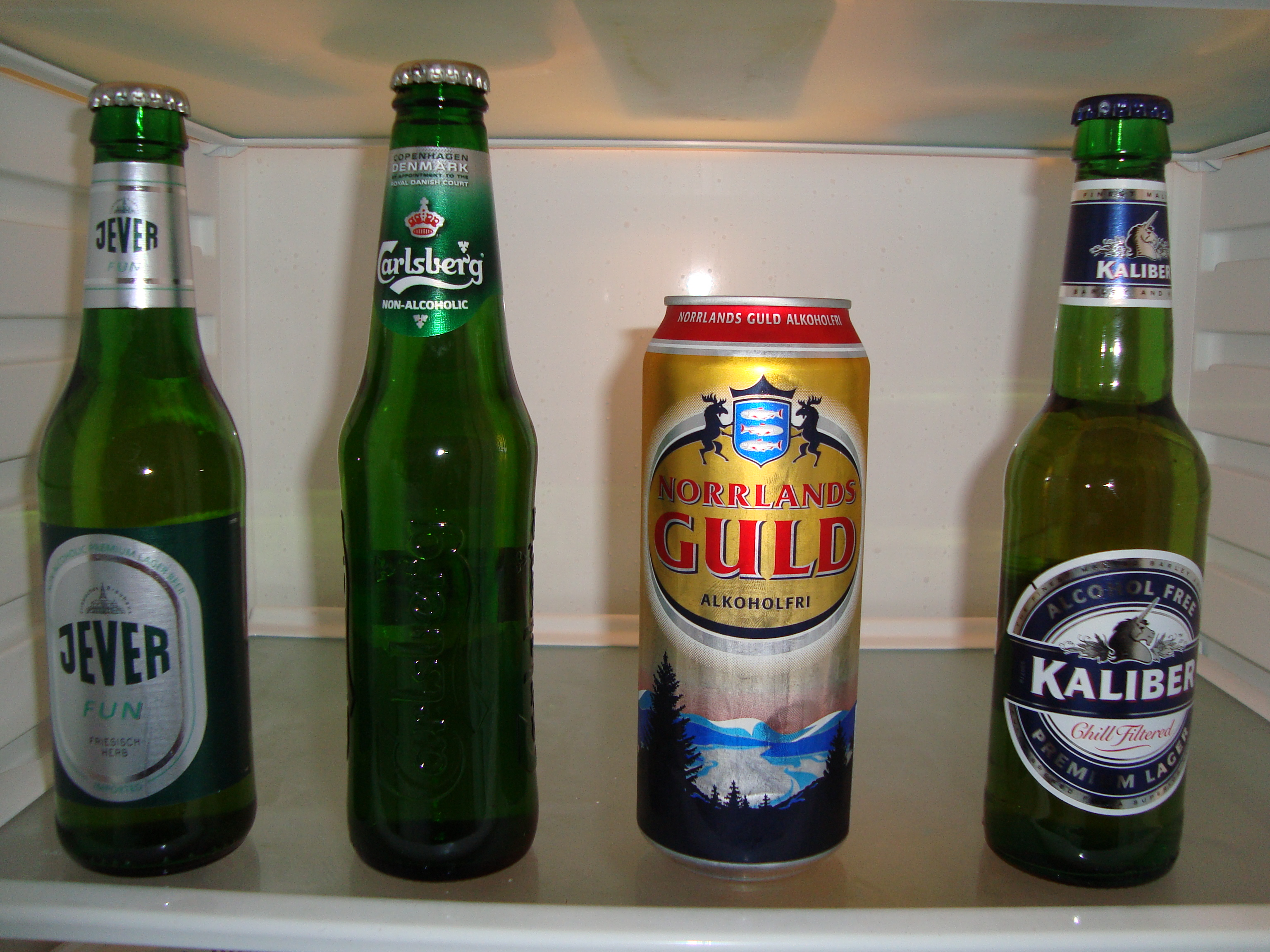
Fyra ölmärken med lågalkoholhaltigt öl.

Bundaberg Ginger Beer, en alkoholfri ingefärsbrygd.

Lågalkoholhaltigt öl kan antingen först bryggas till normal alkoholhalt, och därefter avalkoholiseras, eller bryggas direkt till en alkoholhalt under 0,5 %. Se även alkoholfritt öl.
Bland annat Carlsberg, Eriksberg samt Mariestad är företag som tillverkar alkoholfri öl.

### Vin
Lågalkoholhaltigt vin måste baseras på ett från början alkoholhaltigt vin, annars kallas det för druvsaft. Vinet reduceras därefter till en alkoholhalt under 0,5 %.